# Nebalia gerkenae
Nebalia gerkenae är en kräftdjursart som beskrevs av Haney och Martin 2000. Nebalia gerkenae ingår i släktet Nebalia och familjen Nebaliidae. Inga underarter finns listade i Catalogue of Life.